# Bárður á Steig Nielsen
Bárður á Steig Nielsen (Vestmanna - 16 de abril de 1972) é um político e empresário feroês que atua como líder do Partido da União desde 2015 e como primeiro-ministro desde 2019. Ele também é goleiro da equipe de handebol VÍF e ex-jogador de handebol da equipe nacional das Ilhas Faroe.
Iniciou sua carreira comercial como funcionário da empresa de contabilidade Rasmussen og Weihe em Tórshavn, 1993-2000. De 2001 a 2004, ele foi empregado como contador-chefe no Kollafjord Pelagic em Kollafjørður . Em 2007, ele deixou o cargo de ministro das Finanças das Ilhas Faroé para se tornar gerente geral do projeto de construção em grande escala SMI Stóratjørn em Hoyvík, planejado por empresários islandeses. O projeto nunca foi implementado devido à crise financeira de 2007-2008, onde Steig Nielsen foi empregado até fevereiro de 2009. De 2009 a 2010, ele foi gerente geral de uma oficina mecânica em Hoyvík 2009 a 2010 . Desde 2010, ele foi diretor financeiro da companhia telefônica Vodafone Føroyar em Tórshavn.
Foi membro do conselho do aeroporto de Vágar, Kollafjord Pelagic e de algumas outras empresas comerciais em Tórshavn, foi eleito para o parlamento das Ilhas Faroé, representando Norðurstreymoy no período 2002-2004 e 2004-2008. Ele foi o ministro das Finanças no primeiro gabinete de Jóannes Eidesgaard desde 2004, mas deixou a posição para se tornar o líder do projeto imobiliário Stóra Tjørn, o que finalmente não aconteceu por causa da crise financeira. Nas eleições de 2011, ele foi reeleito para o Løgting. Em março de 2015, ele foi eleito vice-presidente de seu partido e, em 24 de outubro de 2015, foi eleito presidente do Partido da União .